# Antonio Dueñas Pulido
Antonio Dueñas Pulido (* 15. Oktober 1940 in Pajacuarán, Michoacán) ist ein ehemaliger mexikanischer Botschafter.

## Leben
Er ist verheiratet und hat drei Kinder. Er studierte von 1960 bis 1965 an der Patrice-Lumumba-Universität in Moskau. Von 1967 bis 1968 studierte er am El Colegio de México. Mit einem Diplom in Diplomatie von 1973 bis 1974 an der École nationale d’administration schloss er seine Studien ab. In der Secretaría de Relaciones Exteriores arbeitete von 1985 bis 1988 in der Abteilung Osteuropa, welche er schließlich leitete. Er war an den Botschaften in Paris, Peking, Bombay und Moskau akkreditiert. Als Botschafter vertrat er die mexikanische Regierung von 1989 bis 1992 in Ankara, von 1992 bis 1995 in Teheran, von 1995 bis Juli 2001 beim König von Thailand.
Von seinem Dienstsitz in Ankara war er gleichzeitig bei den Regierungen von Pakistan akkreditiert; von seinem Dienstsitz in Hanoi war er gleichzeitig bei Norodom Sihamoni und bei der Regierung von Boungnang Vorachith akkreditiert.
Nach seiner Versetzung in den Ruhestand wurde er Delegierter des Außenministeriums in Jalisco und Professor an der Fakultät Politik der UNAM über sozialistische Staaten.
| Vorgänger                      | Amt | Nachfolger                 |
| ------------------------------ | --- | -------------------------- |
| Gustavo Romero Kolbeck         | Mexikanischer Botschafter in Moskau 15. März 1982 bis 19. August 1983                                         | Horacio Flores de la Peña  |
| Roberto Casellas Leal          | Mexikanischer Botschafter in Ankara 14. September 1989 bis 5. September 1992                                  | Ráphael Steger Cataño      |
| Héctor Peralta Aguilar         | Mexikanischer Botschafter in Teheran 29. September 1992 bis 30. Juni 1995                                     | Fernando Escamilla Márquez |
| Luis Alberto Barrero Sthal     | Mexikanischer Botschafter in Bangkok 6. Juli 1995 ernannt, 21. November 1995 bis 2. August 2001 akkreditiert. | Javier Ramón Brito Moncada |
| Jesús Francisco Domene Vázquez | Mexikanischer Botschafter in Hanoi 18. März 1996 bis 2000                                                     | Samuel Ramos y Palacios    |